# T'estimo si he begut (musical)
T'estimo si he begut és una obra de teatre musical amb textos d'Empar Moliner i música d'Andreu Gallén, basada en l'obra homònima de la mateixa Empar Moliner.
L'obra fa un retrat còmic i amarg de la vida moderna al voltant de temes com les relacions de parella, el feminisme o els somnis d'autorrealització incomplerts, a través de 9 escenes: 
- Les bingueres
- Somni
- Els beneficis de la lactància
- Dona i ciutat
- El tema de l'article
- La veu humana
- Bullying
- La invenció de l'aspirina
- Flora Camí

Es va estrenar el 25 de setembre de 2020 al teatre La Sala, de Rubí en una producció de Dagoll Dagom, La Brutal i T de Teatre, sota la direcció de David Selvas. Després d'una gira per diverses poblacions va iniciar temporada el 9 d'octubre de 2021 al Teatre Poliorama de Barcelona
El repartiment ha estat el següent:
- Mamen Duch
- Marta Pérez
- Carme Pla
- Àgata Roca / Rosa Gàmiz (en alternança)
- David Bagés / Marc Rodríguez
- Mercè Martínez
- Ernest Villegas / David Selvas